# Antur, Gadag
Antur là một làng thuộc tehsil Gadag, huyện Gadag, bang Karnataka, Ấn Độ.